# American Climate Corps

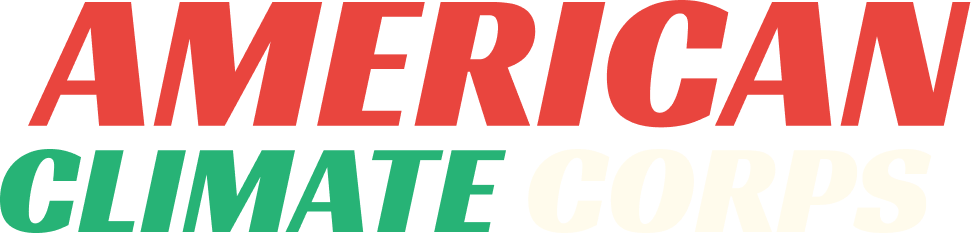
Logo des American Climate Corps (2023)

Logo des American Climate Corps (2024)

Das American Climate Corps (deutsch etwa: Amerikanisches Klima-Korps, selten kurz: Climate Corps) war eine nationale Einrichtung der US-Regierung, die der Vorbeugung der Klimakrise gewidmet war. Sie wurde im September 2023 durch die Regierung Biden initiiert und war ein gemeinsames Projekt der National Oceanic and Atmospheric Administration, der Ministerien für Arbeit, Inneres, Landwirtschaft und Energie sowie der AmeriCorps. Der Dienst beabsichtigte die Rekrutierung von 20.000 jungen Menschen, um sie für Tätigkeiten im öffentlichen Dienst und der Privatwirtschaft auszubilden.
Die Einrichtung schloss an Vorbilder wie das Civilian Conservation Corps (CCC) und das Peace Corps an und wurde erstmalig durch Jay Inslee während seiner Präsidentschaftsbewerbung vorgeschlagen. Nichtregierungsorganisationen wie der Environmental Defense Fund (EDF) boten zuvor bereits das ähnlich benannte Fellowship-Programm Climate Corps für Absolventen, High-Potentials und Sabbaticals an.
2024 waren auf den Seiten des ACC etwa 20.000 Positionen ausgeschrieben. Insgesamt sollten bis 2031 etwa 50.000 Menschen jährlich die ACC-Programme durchlaufen und 8 Milliarden US-Dollar investiert werden. Am Tag des Amtsantritts Donald Trumps wurde das American Climate Corps per Executive Order „unverzüglich aufgelöst“.

## Tätigkeitsfelder

### Forest Corps

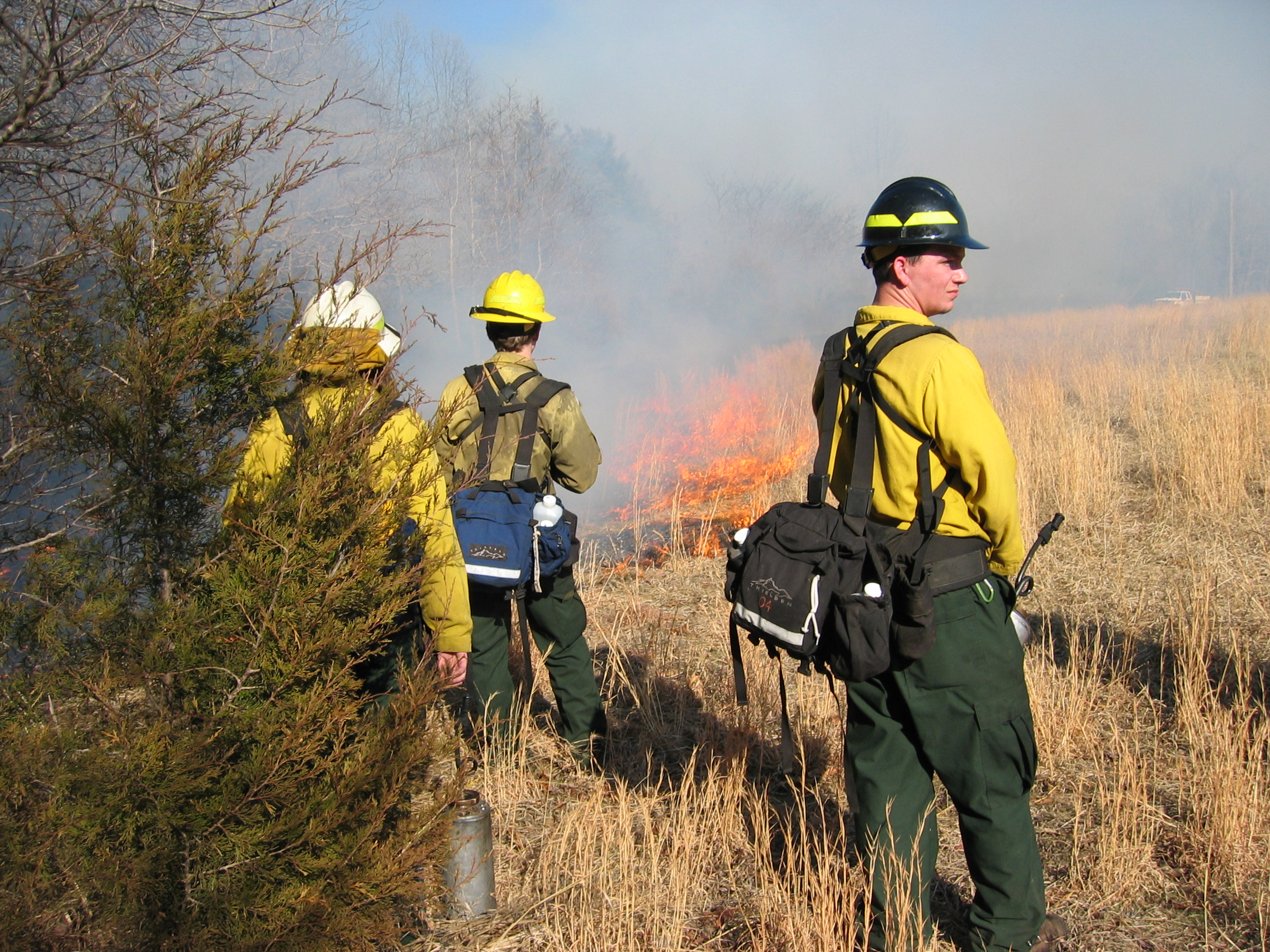
Kontrolliertes Abbrennen auf einem bundeseigenen Grundstück

Zwischen dem Climate Corps und US Forest Service bestand eine auf fünf Jahre ausgelegte, mit 15 Millionen US-Dollar finanzierte Partnerschaft, um ein Forest Corps zur Bekämpfung der ansteigenden Zahl von Waldbränden in den USA zu errichten. Das Forest Corps begann dazu ab Sommer 2024 mit 80 Personen zwischen 18 und 26 Jahren starten, deren Einstieg ohne Vorkenntnisse möglich war. Die Tätigkeit wurde durch eine Aufwandsentschädigung in Form von Unterkunft, Reisekosten, Kleidung, einem Zuschlag für sonstige Ausgaben, sowie Krankenversicherungsbeiträgen entlohnt, die denen einer Beschäftigung mit 15 US-Dollar Stundenlohn entsprach.
Während der Waldbrände in Südkalifornien im Januar 2025 kamen auch durch das ACC angeworbene Hilfskräfte zum Einsatz.

### Indian Youth Service Corps
Das Public Land Corps (PLC) ist ein bereits seit 1993 bestehendes Arbeits- und Ausbildungsprogramm für Jugendliche und Veteranen, das durch den National and Community Service Trust Act entstand. 2019 wurde durch den John D. Dingell Jr. Conservation, Management, and Recreation Act innerhalb des Freiwilligendienstes der Indian Youth Service Corps geschaffen, der Angehörige der indigenen Stammesnationen zwischen 16 und 30 Jahren für Ausbildungen, Naturschutzprojekte und Renaturierungen, beispielsweise auf Ländereien in Bundeseigentum oder in Reservaten, rekrutiert.

### Karriere- und Qualifizierungsprogramm
Das United States Department of Energy beabsichtigte die Bereitstellung von 10 Millionen US-Dollar für die schulische und betriebliche Ausbildungen, die Teilnehmenden industrieübliche Zertifizierungen für Beschäftigungen im Bereich energieeffizienter Gebäudetechnologien anbieten sollte. Ausbildungseinrichtungen mussten hierzu in einer bis zum 27. November 2023 währenden ersten Bewerbungsrunde einen Förderantrag einreichen, der auch die Hebung des Lebensstandards lokaler Nachbarschaften und ihrer Beschäftigungsverhältnisse sowie Aspekte der Inklusion, Gleichstellung und Umweltgerechtigkeit berücksichtigte.